# Xyris caroliniana
Xyris caroliniana är en gräsväxtart som beskrevs av Thomas Walter. Xyris caroliniana ingår i släktet Xyris och familjen Xyridaceae. Inga underarter finns listade i Catalogue of Life.